# Black Angelika
Black Angelika (* 25. října 1987 Bukurešť) je rumunská pornoherečka. Kariéru zahájila v roce 2007 a v červenci 2011 má na kontě přes 70 filmů. V roce 2009 obdržela cenu Hot d'Or pro nejlepší evropskou herečku v branži. Spolupracuje se studiem Private. Měří 163 cm, její míry jsou 91–59–86.